# Blangy-sur-Bresle
Blangy-sur-Bresle település Franciaországban, Seine-Maritime megyében. Lakosainak száma 2844 fő (2022. január 1.). Blangy-sur-Bresle Bouttencourt, Monchaux-Soreng, Nesle-Normandeuse, Pierrecourt, Rieux, Saint-Riquier-en-Rivière, Nesle-l’Hôpital és Neslette községekkel határos.

## Népesség
A település népességének változása:
| Lakosok száma | 2948 | 2973 | 3035 | 2972 | 2932 | 2907 | 2882 | 2862 | 2844 |
|               | 2013 | 2015 | 2016 | 2017 | 2018 | 2019 | 2020 | 2021 | 2022 |